# 劉惟謙
劉惟謙，初名劉惟敬，祖籍不詳。明朝政治人物，刑部尚書。
其早年擔任大理寺卿。洪武四年，擔任刑部尚書。洪武六年，重新制定大明律，并刪減繁冗，輕重得宜。后因事連坐，被免去职务。